# Gunnar Gentzel
Carl Gunnar Gentzel, född 16 december 1903 i Hedvig Eleonora församling, Stockholm, död 28 april 1987 i Hässelby församling, Stockholm, var en svensk violoncellist. Han var gift med skådespelaren Sylvia Lundberg. 
Gentzel studerade vid Stockholms Musikkonservatorium 1920–1922, Stockholms Högskola 1922–1924, och Hochschule für Musik i Berlin 1927–1929. Han blev violoncellist i Radioorkestern 1943, och var även medarbetare i Röster i radio.

## Fotnoter
1. ↑  Sveriges Dödbok 1901–2009, DVD-ROM, Version 5.00, Sveriges Släktforskarförbund (2010).